# Letiště Tábor
Letiště Tábor (kód ICAO: LKTA) je veřejné vnitrostátní letiště, které se nachází na jihovýchodním okraji jihočeského města Tábor poblíž hlavní silnice E55 ve směru Sezimovo Ústí a Planá nad Lužnicí. Letiště v jeho dnešní podobě bylo uznáno schopným komisí ministerstva dopravy ČSR dne 12. dubna 1946 a výcvik na kluzáku ŠK-38 Komár OK-5524 začal následně 30. června téhož roku. Letiště vlastní a provozuje Aeroklub Tábor z.s. Aeroklub je hlavním subjektem provozující letovou činnost na letišti. Letiště je využíváno převážně plachtaři, parašutisty a piloty motorových i ultralehkých letounů. V areálu letiště se pořádají také letecké dny, koncerty populární hudby a setkání leteckých modelářů.
Aeroklub Tábor v současné době sdružuje asi 100 členů, z tohoto 70 aktivních. Nejsilnější zastoupení mají plachtaři (50 členů), piloti motorových letadel (13 členů) a piloti balónů (10 členů). Letadlový park je dnes tvořen běžnými typy letadel používaných v českých aeroklubech. Plachtaři mohou používat jednomístné kluzáky Cirrus a VSO-10. K výcviku slouží tři celokovové kluzáky Let L-13 Blaník a jeden LET L-23 Super Blaník. Motoroví piloti létají na typech Z-226 MS, Z-142, Z-43, L-13SW Vivat, L-200 Morava, L-60S a Antonov An-2. Letadlový park se během roku mírně obměňuje a po dohodě lze na letiště zapůjčit i jiné typy letounů. Činnost zde provozuje také Středisko pilotního výcviku ULLa Aeroklubu Tábor, které má k dispozici letoun Trener UL. Balonisté mají k dispozici dva horkovzdušné balóny.

## Letiště Tábor - doplňující informace
- Volací frekvence – 122,610 MHz
- Provozní použitelnost – VFR den, noc, výsadková činnost
- Provozní doba – 15. duben až 15. říjen: soboty, neděle, státní svátky 08:00 - 15:00, jinak dle dohody
- Druhy letadel – letouny, vrtulníky, kluzáky, ultralehká letadla, volné balony, vzducholodě
- Kontaktní údaje – P.O.Box 30, 39102 Sezimovo Ústí II. Tel. + 420 381 263 264
- Doprava – Autobusové linky MHD Tábor č. 10, 11, 14, 50; taxi; železniční zastávka Tábor-Čápův Dvůr

### Galerie

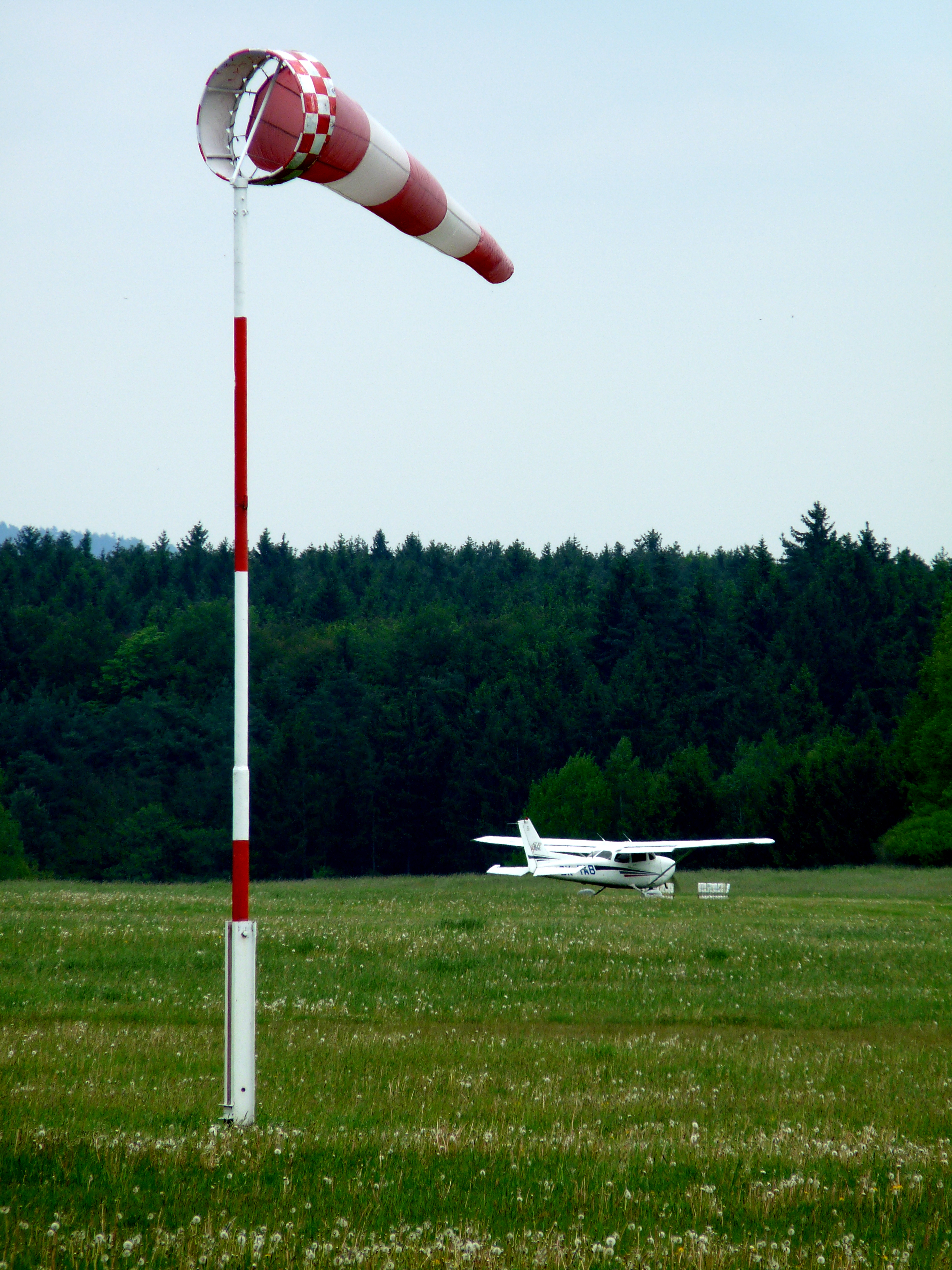
Letiště Tábor ve městě Tábor, Jihočeský kraj, příprava na odlet.
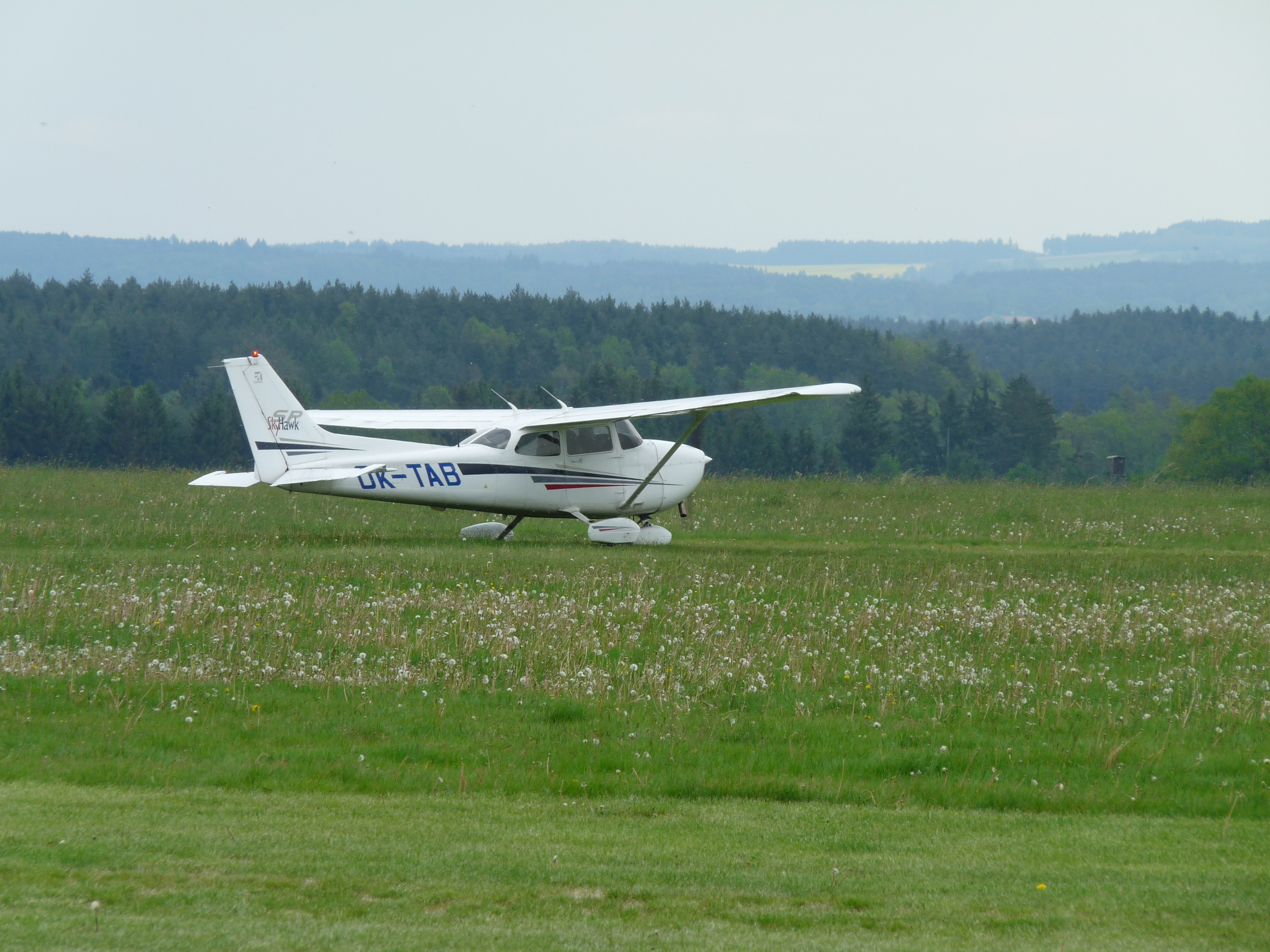
Letiště Tábor ve městě Tábor, Jihočeský kraj, příprava na odlet.
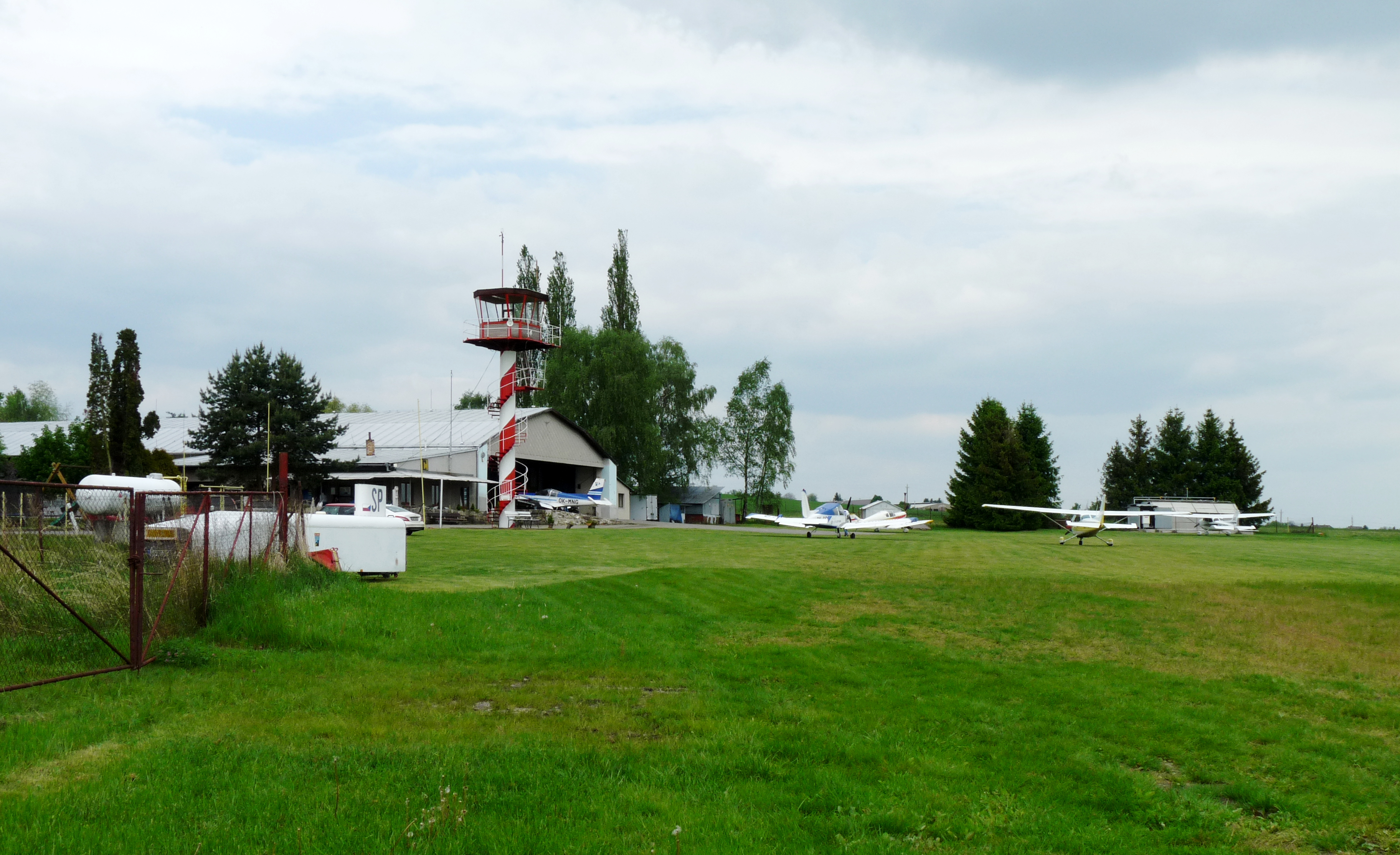
Tábor-letiště,řídící věž a hangár